# Dennis Brown
Dennis Emmanuel Brown (n. 1 februarie 1957, Kingston, Jamaica – d. 1 iulie 1999, Kingston, Jamaica) a fost un cântăreț de muzică reggae jamaican. În timpul carierei sale prolifice, care a început la sfârșitul anilor 1960 când avea 11 ani, a înregistrat mai mult de 75 de albume și a fost una dintre marile staruri al Lovers rock-ului, un subgen al reggae-ului. Bob Marley l-a menționat pe Brown ca fiind cântărețul lui favorit, numindu-l "Prințul muzicii reggae" (în engleză "The Crown Prince of Reggae"). Dennis Brown se va dovedi influent pentru generațiile viitoare de cântăreți reggae.